# Мелетий I Ловчански
Мелетий (на гръцки: Μελέτιος) е гръцки православен духовник, ловчански епископ (1845 - 1848) и еноски митрополит (1867 - 1872) на Вселенската патриаршия.

## Биография
По произход Мелетий е грък. Роден е в 1815 година. Надпис от 1845 година гласи „Когато този Дионисий се преселил в небесните селения, избран бил (м. септември 1845 година) светият протосингел г. г. Мелетий по искане на Търновския митрополит Неофит.“
При пристигането си в Ловеч Мелетий е млад – едва 32-годишен и почти не говори български. Въпреки това младият и красив епископ е посрещнат радушно и от първенците и от цялото население на града. Заслуга на Мелетий за паството му е въвеждането на клепалата в града, както и неучастието му в елинизационната кампания на Патриаршията.
Младият владика обаче бързо се въвлича в скандал, който разтърсва еснафския и силно консервативен град – влиза в любовна връзка с гъркоманката Мариола, съпруга на ловешкия сахатчия Коста. През 1850 година делегация от осем граждани на Ловеч, в това число сахатчията Костаки завеждат дело срещу Мелетий в Патриаршията. Първоначално Мелетий е оправдан и българите са осъдени на заточение, но след това в Синода са представени нови писма на Мелетий до Мариола с подписа и печата на ловчанския владика, които го компрометират. След признаване на авторството на Мелетий, той е осъден и заточен във Ватопедския манастир на Света гора. Водачът на българската делегация в Цариград Николаки Терзиоглу (Николчо Стоянов) обаче е отровен.
Петко Славейков, който до средата на 1848 година е учител в Ловеч, пише: „Презъ 1847 година минахъ за учител в Ловеч и се застоях нещо годиина и половина… Ловченски епископ беше един млад, левент и хубавецъ владика, по име Мелетий.“ … Славейков е превеждал тогава „Курганова писмовник“ с помощта на Мелетий и пише в спомените си: „Като имах предвид жестоките гонения, които бях си навлякъл поради явната ми враждебност спрямо Неофита и Костакя, аз бях предпазлив в Ловеч и явно гледах да бъда добре с Мелетия, но тайничко все си го преследвах. Мелетий тоже гледаше да бъде в добри отношения с мене, за да му бъде мирна главата. Той дотам искаше да ми се покаже добър, щото ме употребяваше за свой секретар да му пиша обикновената кореспонденция“.
Историята на любовната афера на Мелетий е използвана от Теодосий Икономов през 1857 г. за написването на първата българска оригинална драматична творба – комедията „Ловчанският владика или бела на ловчанскийт сахатчия“, отпечатана в Болград в 1862 г. Икономов замисля драмата още когато е ученик в Киевската гимназия. Действителният случай му е разказан от Симеон Недков от Ловеч, който в1852 година също учил в Киев, в Духовната семинария. По друга версия П.Р. Славейков разказва случая Икономов в 1852 г.
От 11 до 16 ноември 1852 година на посещение в Карея в Света гора е Константин Петкович, който се запознава със заточения там Мелетий. Петкович си спомня: „Епитропът ходи ежедневно в Карея, присъства там в Протатон до 2 часа следобед, след това се връща в манастира, обядва, почива два часа и после отива на църква. Свободното време, което му остама от споменатите занятия, употребява за разходка до някоя килия или за посещение на някой архиерей в оставка, с когото изпушва половин дузина лули и изпива известно количество червена напитка. На Света гора, по манастирите и в Карея има много архиереи в оставка, които, поживели в България лет 7 или 8, пристигат тук доброволно и недоброволно, купуват килия и живеята като паши, без да мислят за нищо друго освен за чубука и за стомаха си. В Карея се запознах с един архиерей, който е поронен от България – от Ловеч: той платил на патриарха 80 000 пиастри, за да му позволи за служи литургия, да си купи богата килия, живее спокойно, задоволено и дори с известен разкош. За да не му доскучава веднъж в годината пътешества по манастирите и живее по 10 – 15 дена там, където знае, че има прясна риба или старо вино. А литургиите по манастирите и ръкополаганията за свещеници и дякони се финансират със суми, събирани в България от нашите братя“.
В 1867 година Мелетий е назначен за митрополит на Еноската епархия. В 1872 година подава оставка.
Умира в 1885 година на Света гора.